# Biel/Bienne
Biel/Bienne (niem. Biel; fr. Bienne) – miasto i gmina (niem. Einwohnergemeinde) w zachodniej Szwajcarii, w kantonie Berno, w regionie administracyjnym Seeland, w okręgu Biel/Bienne. Leży nad jeziorem Bielersee. Liczy 55,2 tys. mieszkańców (31 grudnia 2020). Największe dwujęzyczne (j.niemiecki/francuski) miasto w Szwajcarii i drugie, po Bernie, co do wielkości w kantonie Berno.
W mieście znajduje się stacja kolejowa Biel/Bienne.

## Współpraca
Miejscowość partnerska:
- Iserlohn, Niemcy

## Sport
EHC Biel to klub hokejowy, rozgrywki prowadzi w hali Bienne Eisstadion. Od roku 1968 w mieście rozgrywany jest najstarszy i najsilniej obsadzony cykliczny turniej szachowy w Szwajcarii. W latach 2017–2019 w Biel/Bienne rozgrywany był turniej tenisa ziemnego kobiet Ladies Open Lugano.

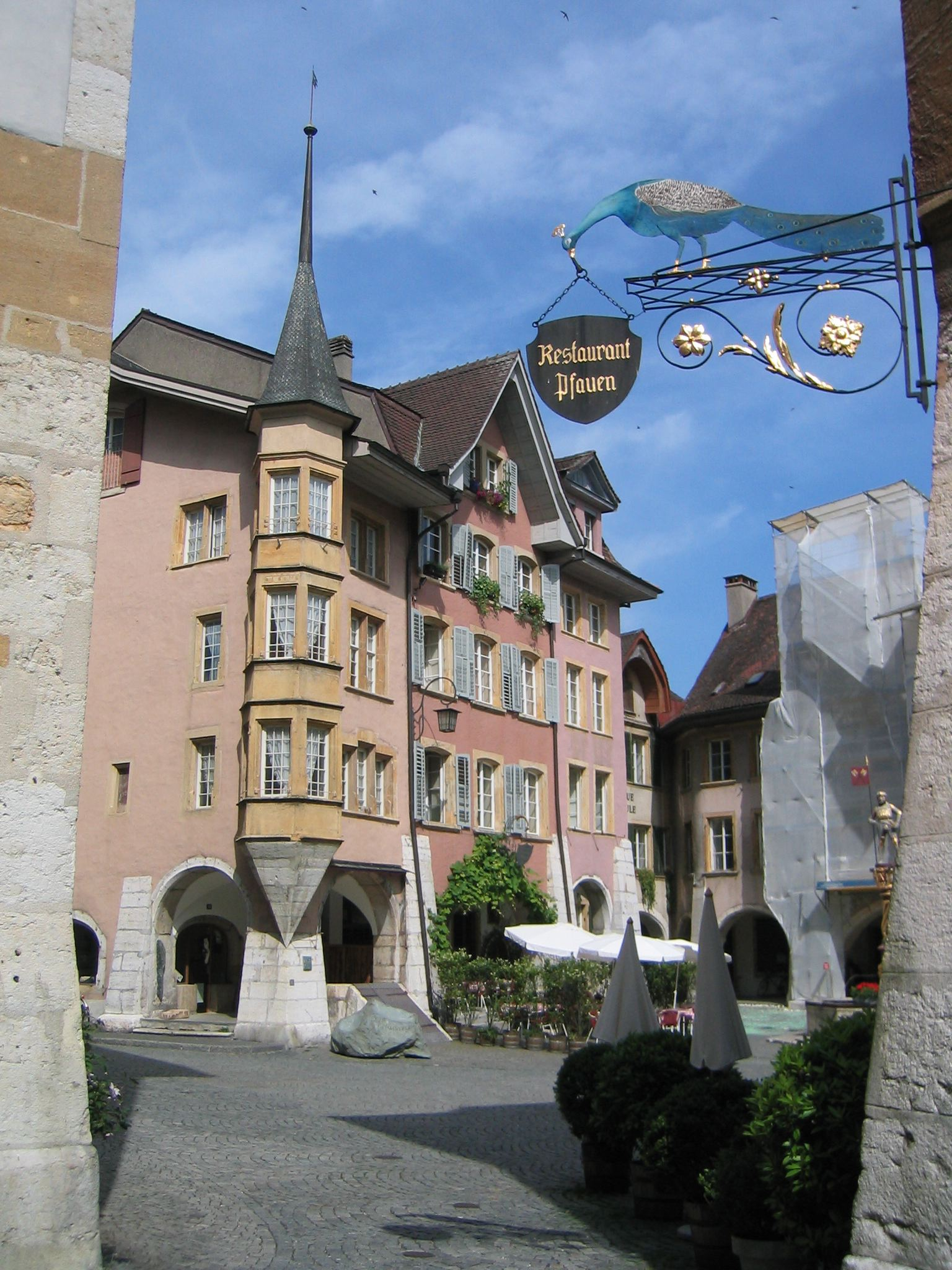
Biel – stare miasto

## Znani ludzie pochodzący z miasta
- Robert Walser – pisarz tworzący w języku niemieckim
- Roland Kuhn – lekarz psychiatra, odkrywca przeciwdepresyjnych właściwości imipraminy
- Géo Voumard – pianista jazzowy i producent muzyczny
- René Felber – polityk, członek Szwajcarskiej Rady Związkowej od 1987 do 1993
- Yannick Pelletier – szachista, arcymistrz od 2000 roku
- Martina Kocher – saneczkarka, dwukrotna medalistka mistrzostw świata
- Moritz Leuenberger – polityk, członek Szwajcarskiej Rady Związkowej od 1995 do 2010
- Fritz Kehl – piłkarz grający na pozycji obrońcy
- Hermann Hubacher – rzeźbiarz i plastyk
- Caroline Agnou – lekkoatletka specjalizująca się w wielobojach
- Nicole Schnyder-Benoît – siatkarka plażowa
- Hans-Jörg Pfister – piłkarz grający na pozycji napastnika
- Gaëtan Haas – hokeista, reprezentant Szwajcarii, trzykrotny olimpijczyk
- Nemo Mettler – raper, piosenkarz i muzyk, zwycięzca 68. Konkursu Piosenki Eurowizji (2024)

## Transport
Przez teren miasta przebiegają autostrady A5 i A16 oraz drogi główne nr 5 i nr 6.
- Tramwaje w Biel/Bienne
- Trolejbusy w Biel/Bienne